# Хайдушки чукар
„Хайдушки чукар“ е поддържан резерват в землището на село Буйновци, община Елена.

## Статут
Създаден е като резерват през 1968 г. с площ 339 декара. Целта му е запазване на вековна букова гора, около 180 г., с участие на явор, смърч, бор, шестил, зимен дъб, папрати и др. Фаунистично богатство. През 1999 г. е прекатегоризиран в поддържан резерват. През 2010 г. площта му е намалена на 317,8 декара.

## Географско положение
Разположен е върхо горната част на склон със северно изложение. Почвите са кафяви песъкливо-глинести, средно каменисти, уплътнени, неерозирали, формирани върху песъчливи скали.

## Флора
Най-разпространен е обикновения бук. Средната му височина е 21 – 24 m със средна възраст на дърветата 110 – 170 години. Срещат се още явор, шестил, брекня, зимен дъб, папрати.